# Cryptotrogus pajnii
Cryptotrogus pajnii är en skalbaggsart som beskrevs av Mittal 1979. Cryptotrogus pajnii ingår i släktet Cryptotrogus och familjen Melolonthidae. Inga underarter finns listade i Catalogue of Life.